# Има Сумак
Има Сумак (шп. Yma Sumac, Zoila Augusta Emperatriz Chávarri del Castillo; Каљао, 13. септембар 1922 — Лос Анђелес, 1. новембар 2008) је била перуанска певачица.
Била је непревазиђена по свом опсегу певања од 4 октаве (у младости до 5 или 6), и по једном од најлепших гласова модерног доба. Фреквентни опсег њеног гласа је 123-2270 херца.
Певала је углавном мелодије инспирисане фолклором свога завичаја, планина Анда.
Има Сумак је њено уметничко име које на језику кечуа (Ima Shumaq) значи „како је лепа“. Пореклом је двадесеттреће колено императора царства Инка Атавалпе, кога су Шпанци погубили 1533.